# Pieter Cort van der Linden
Pieter Wilhelm Adrianus Cort van der Linden (Den Haag, 14 mei 1846 - aldaar, 15 juli 1935) was een Nederlandse advocaat, rechtsgeleerde en liberaal politicus. Van 1913 tot 1918 was hij voorzitter van de ministerraad (premier) van het naar hem genoemde kabinet-Cort van der Linden. Hij had veel gezag en was zelf partijloos, waardoor hij goed zaken kon doen met de confessionelen en socialisten. Hij wist Nederland buiten de Eerste Wereldoorlog te houden en hij bracht de Pacificatie van 1917 tot stand. Cort van der Linden wordt gezien als een van de grootste staatsmannen van de twintigste eeuw.

## Levensloop
Pieter Cort van der Linden werd in 1846 in Den Haag geboren als zoon van Gijsbertus Martinus van der Linden en Jacoba Henrietta Wttewaall. Zijn officiële voornamen waren Pieter Wilhelm Adrianus Cort, maar hij gebruikte zijn laatste voornaam als deel van zijn achternaam en tekende als P.W.A. Cort van der Linden.
Van der Linden bezocht het Gymnasium Haganum en studeerde daarna rechten aan de Rijksuniversiteit Leiden, waar hij in 1869 promoveerde. Van 1869 tot 1879 was hij advocaat; als zodanig verdedigde hij onder andere de van tweevoudige moord verdachte en daarvoor veroordeelde Hendrik Jut (de kermisattractie kop-van-jut is op hem gebaseerd). Van 1879 tot 1881 was hij commies-griffier van de Tweede Kamer. Vervolgens was hij hoogleraar staathuishoudkunde in Groningen (1881-1891 ) en Amsterdam.
Van 1897 tot 1901 was hij minister van Justitie in het kabinet Pierson-Goeman Borgesius. In die functie was hij nauw betrokken bij de sociale wetgeving. Tot stand kwamen de kinderwetten, de Ongevallenwet, de Woningwet en de Leerplichtwet. Tegen het einde van zijn ministerschap voltrok Cort als bijzonder ambtenaar van de burgerlijke stand op 7 februari 1901 het huwelijk van koningin Wilhelmina met hertog Hendrik van Mecklenburg-Schwerin.
In de Tweede Kamerverkiezingen van 1901 werden de liberalen verslagen door de confessionelen. Daarna was Cort van der Linden lid van de Raad van State (vanaf 1901). In 1905 weigerde hij de leiding op zich te nemen van een door Goeman Borgesius gevormd liberaal minderheidskabinet. Tijdens de kabinetscrisis van 1907 kreeg hij op 18 februari van koningin Wilhelmina de geheime opdracht een "fusiekabinet" te vormen, dat de steun zou hebben van zowel christelijke als liberale fracties in de Kamer. Op 21 februari gaf hij zijn opdracht terug: voor zo'n kabinet was de tijd nog niet rijp.

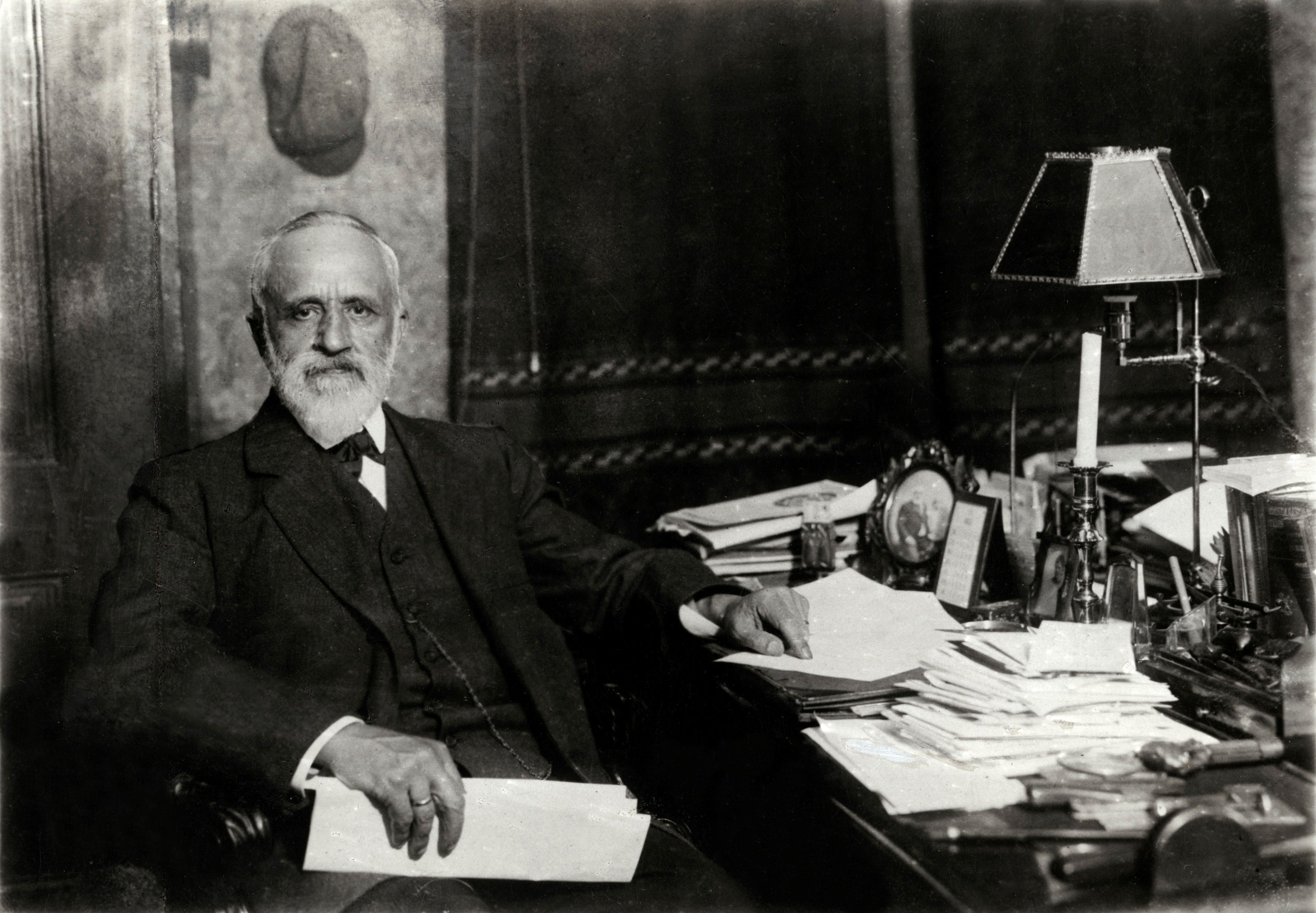
Cort van der Linden (1913)

Toen in de zomer van 1913 een poging van Dirk Bos was mislukt om een kabinet van liberalen en socialisten te formeren, vormde hij het extra-parlementaire kabinet-Cort van der Linden. Zijn kabinet bestond zowel uit linkse als rechtse liberalen waartussen Cort van der Linden als premier als centrum-liberaal stond.
Hoewel zelf pro-Duits (in die jaren noemde men hem wel "Unter den Linden") voerde Cort van der Linden met zijn regering een krachtige neutrale politiek en hield daarmee Nederland buiten de Eerste Wereldoorlog. Dit deed hij naar eigen zeggen vanuit de afweging dat dit de beste oplossing zou zijn. Wanneer Nederland namelijk de kant van Duitsland zou kiezen en dat land zou verliezen, dan zou Nederland zijn overzeese koloniën kwijtraken. Koos Nederland de zijde van de geallieerden, dan zou Nederland wanneer Duitsland zou winnen zijn zelfstandigheid verliezen. Ondanks de vaak krampachtige neutraliteit was de regering op sommige terreinen, met name op economisch gebied, pro-Duits.
In 1915 werd Cort van der Linden minister van Staat. De regering Cort van der Linden voerde in 1917 een belangrijke grondwetswijziging door met de invoering van het algemeen kiesrecht voor mannen en maakte een eind aan de schoolstrijd.
In 1918 werd de liberale coalitie als gevolg van het algemeen kiesrecht verpletterend verslagen door de confessionelen en de sociaaldemocraten. Charles Ruys de Beerenbrouck van de Roomsch-Katholieke Staatspartij werd zijn opvolger als premier.
Cort van der Linden ontving de pauselijke onderscheiding het Grootkruis van de Orde van Pius, ondanks dat hij niet katholiek was. Aan de verlening was de titel Nobile Romano en erfelijke Pauselijke adeldom verbonden. In 1939 werd deze voor nieuwe ontvangers van de Orde afgeschaft. Cort van der Linden is in de twintigste eeuw, naast C. Ruys de Beerenbrouck en W.J.R. Dreesmann, de enige Nederlander aan wie de erfelijke pauselijke adeldom verleend is.
Pieter Cort van der Linden had bij zijn aantreden als premier bij de koningin bedongen dat hij na zijn ministerschap opnieuw lid zou worden van de Raad van State (hij bleef dit tot 1934). Hij overleed op 89-jarige leeftijd en werd op 18 juli 1935 op de Haagse begraafplaats Oud Eik en Duinen begraven.

## Persoonlijk
Ook zijn vader Gijsbertus Martinus van der Linden en zijn zoon Pieter Willem Jacob Henri Cort van der Linden waren politicus, evenals zijn zwager Johan George Gleichman.
Cort van der Linden is tweemaal getrouwd geweest. Zijn eerste echtgenote, Joanna Diderica Wttewaall (1851-1874), een kleindochter van Gerard Wttewaall van Wickenburgh overleed nog geen jaar na hun huwelijkssluiting op haar kraambed. Hun kind overleefde de geboorte ook niet. Hij hertrouwde in 1880 met Johanna Cornelia de Koning. Uit dit tweede huwelijk kwamen vier zoons voort. Zijn oudste zoon Gijs overleed al op tienjarige leeftijd. Zijn tweede zoon Coos, slechts 31 jaar oud, kwam bij een treinramp om het leven. Een derde zoon overleefde nog geen jaar later een treinongeluk. Kerkelijk behoorde hij tot de Remonstrantse Broederschap.

## Publicaties
- Beschouwingen over het strand (proefschrift, 1869)
- De zilvercrisis (1883)
- Richting en beleid der liberale partij (1886)
- Leerboek der Financiën (1887)